# Chuck Hittinger
 (novembre 2014).
Si vous disposez d'ouvrages ou d'articles de référence ou si vous connaissez des sites web de qualité traitant du thème abordé ici, merci de compléter l'article en donnant les références utiles à sa vérifiabilité et en les liant à la section « Notes et références ».
Chuck Hittinger (né en 1983) est un acteur américain.

## Biographie
Sa carrière a commencé en 2005 avec le film When Tyrants Kiss.
Il a eu plusieurs rôles dans des séries télévisées telles que Cold Case : Affaires classées, en 2005, 90210 Beverly Hills : Nouvelle Génération en 2008 et Numb3rs la même année.
En 2010, il a eu des rôles dans les séries Jonas L. A.., Grey's Anatomy, Paire de rois et Pretty Little Liars.
En 2013, il a joué le rôle de Matt dans le film Sharknado.

## Filmographie
- Pretty Little Liars : Sean Ackard
- 2005 : Cold Case : Affaires Classées : Jimmy Tate (Saison 3, ep 1)
- Sharknado : Matt
- Grey's Anatomy "Traitements de choc" : Mitch
- 2012 : Betrayed at 17 : Chad
- 2012 :  American Pie 4 : AJ